# Tamzin Merchant
Tamzin Merchant, född 4 mars 1987 i Haywards Heath i West Sussex, är en brittisk skådespelare känd bland annat för rollen som Georgiana Darcy i filmen Stolthet & fördom (2005) och rollen som Katarina Howard i TV-serien The Tudors.
Merchant är född i Storbritannien, men har tillbringat en del av sin barndom i Dubai.

## Filmografi
- 2005 – Stolthet & fördom, som Georgiana Darcy
- 2009 – The Tudors (TV-serie), som Katarina Howard
- 2011 – Jane Eyre, som Mary Rivers
- 2012 – Mysteriet Edwin Drood (TV-serie), som Rosa Bud
- 2014–2016 – Salem (TV-serie), som Anne Hale
- 2015 – The Messenger, som Sarah
- 2016 – The Dancer, som Kate
- 2023 – Den charmerande Tom Jones (TV-serie)